# Le couteau sous la gorge
Le couteau sous la gorge ist ein französischer Sex-Thriller (1986)  von Claude Mulot mit Florence Guérin, Alexandre Sterling und Brigitte Lahaie.

## Inhalt
Catherine, nackt unter ihrem Regenmantel, rennt atemlos durch die Straßen. Sie kommt schließlich in einer Polizeistation an, wo sie den Polizisten ihren nackten Körper zeigt und ihnen berichtet, dass und wie sie vergewaltigt wurde. Die Polizisten lachen die nackte Frau aus. Sie sind gewohnt, Catherine so ankommen zu sehen und sie wissen, dass sie eine Mythomanin, eine pathologische Lügnerin, ist. Wie immer rufen sie ihre Freundin Valérie an, die sie abholt. Valérie ist Catherines Arbeitgeberin. Die beiden Frauen posieren zusammen mit einer dritten Frau, Florence für Pornographie-Fotos posiert, die von J.B. gemacht und von Valérie an Zeitungen verkauft werden. Eines Nachts macht die kleine Gruppe mit Erlaubnis des Kurators Victor auf einem Friedhof Sex-Fotos. Am nächsten Tag erwürgt Victor eine nackte junge Frau und wirft sich unter einen Lastwagen. Als Catherine und Florence von einer Reise in die USA zurückkehren, ist die Atmosphäre angespannt. Catherine erhält anonyme Anrufe und fühlt sich in ihrer Wohnung unsicher. Ihre Freunde schieben es auf Catherines Mythomanie. Nicolas, ein adoleszenter und hübscher Nachbar, glaubt ihr und übernimmt die Verantwortung für sie. Dann lässt sich der junge Bursche auch von Valérie verführen. Nun überschlagen sich die  Ereignisse: J. B. hat sich die Kehle durchgeschnitten, Valérie wird in ihrer Badewanne die Kehle durchtrennt. Ludovic, Catherines Ex-Freund, ist eifersüchtig auf Nicolas, der ihn tötet. Schließlich wird auch die nackte Florence in Catherines Wohnung erstochen. Catherine flüchtet zu Nicolas, der alles gesteht: Er begeht all diese Morde, um seinen Vater Victor, den Kurator des Friedhofs, zu rächen. Catherine entkommt dem mit einem Messer drohenden Nicolas, rennt durch die Straßen und erreicht die Polizeistation. Die Polizei lacht die nackte durch die Straßen gelaufene Frau erneut aus und lässt Nicolas mit ihr gehen. In diesem Moment entdeckte ein Polizist Ludovics Leiche in Nicolas’ Auto. Die Polizei schießt, Catherine geht heim. Bald darauf erhält sie erneut einen anonymen Anruf…

## Hintergrund
Mit dem nächtlichen Paris, den Frauenmorden und dem klingelnden Telefon orientiert sich Sexfilmer Claude Mulot stark an Henri Verneuils Angst über der Stadt und in den Sexszenen an seinem Kollegen Max Pécas. Die Frauen spielen fast durchgehend nackt. Neben den Erotikfilm-Darstellerinnen Florence Guérin und Brigitte Lahaie und dem Schauspieler Pierre Londiche spielt der Teenischwarm aus La Boum, Alexandre Sterling, seine erste Rolle jenseits von Teenieromanzen. Es blieb sein vorerst letzter Film.
Die Mythomanie der Hauptfigur wurde laut Kritik auf Nanarland erfunden, um noch mehr Sexszenen zu zeigen („Die mythomanische Seite der Heldin scheint nur präsent zu sein, um den "Trash" -Einfluss des Films zu verstärken. So träumt sie von fiktiven Vergewaltigungen, denen sie zum Opfer fällt..“)
Dass an Kosten gespart wurde, fällt auf, da ein Auto, ein Peugeot 305, zweimal zum Einsatz kommt: einmal als Auto des Kommissars und einmal als Auto des fiktiven Angreifers.

## Kritik
„Diejenigen, die La Boum kennen, werden Alexandre Sterling, den berühmten Mathieu, der im ersten Opus Sophie Marceaus Hormone in Wallung brachte, bei seinem letzten Auftritt im Kino wieder erkennen (oder nicht). Der Kerl sorgt für unfreiwillige Lacher. Er trägt dermaßen dick auf, besonders im Schlussakt wo er uns mit einem urkomischen Grimassen-Festspiel von Menschenfressergrinsen beglückt ...“

„Mitte der 1980er Jahre entstanden in Frankreich einige zweitklassige Krimis auf. Diese gering budgetierten Filme wurden von Pornoregisseuren gedreht [...] Mulot orienteirt sich hier eher am Giallo als am Porno und zeigt die nackten Körper seiner Darstellerinnen [...] Letztendlich bleibt der Film ein Muss für Fans der Körper von Brigitte und Florence, aber keineswegs ein würdiger Nachfolger von Argentos Kino. Zusätzlich zu der miserablen Geschichte, der schlechten Beleuchtung und der sehr lauten Musik haben wir die Leistung der Schauspieler auf der untersten Ebene.“